# Sudesna hedini
Espèce
Synonymes
- Dictyna hedini Schenkel, 1936
- Dictyna yongshun Yin, Bao & Kim, 2001

Sudesna hedini est une espèce d'araignées aranéomorphes de la famille des Dictynidae.

## Distribution
Cette espèce se rencontre en Corée du Sud et en Chine.

## Description
Le mâle syntype mesure 3,2 mm et la femelle syntype 4,4 mm.

## Systématique et taxinomie
Cette espèce a été décrite sous le protonyme Dictyna hedini par Schenkel en 1936. Elle est placée dans le genre Sudesna par Lehtinen en 1967.
Dictyna yongshun a été placée en synonymie par Wang, Peng et Zhang en 2025.

## Étymologie
Cette espèce est nommée en l'honneur de Sven Hedin.

## Publication originale
- Schenkel, 1936 : « Schwedisch-chinesische wissenschaftliche Expedition nach den nordwestlichen Provinzen Chinas, unter Leitung von Dr Sven Hedin und Prof. Sü Ping-chang. Araneae gesammelt vom schwedischen Artz der Exped. » Arkiv för zoologi, sér. A, vol. 29, no 1, p. 1-314.